# 6377 Кеґні
6377 Кеґні (6377 Cagney) — астероїд головного поясу, відкритий 25 червня 1987 року.
Тіссеранів параметр щодо Юпітера — 3,336.